# NGC 7521
NGC 7521 est une galaxie lenticulaire (barrée?) située dans la constellation des Poissons. NGC 7521 a été découverte par l'astronome allemand Albert Marth en 1864. Sa vitesse par rapport au fond diffus cosmologique est de 6 574 ± 33 km/s, ce qui correspond à une distance de Hubble de 97,0 ± 6,8 Mpc (∼316 millions d'al).
Aucune donnée, sauf ses coordonnées, n'est disponible sur la galaxie LEDA 1111520 situé au sud-ouest de NGC 7521. Cette galaxie ne figure pas dans la base de données astronomiques NASA/IPAC, ni avec les requêtes LEDA et PGC suivi du nombre.